# Вестерлунд, Курт
Курт Вестерлунд (известен под псевдонимом Курре; фин. Kurt Westerlund, Kurre; род. 6 октября 1964, Хельсинки, Финляндия) — финский популярный певец.

## Биография
В 1991 году стал победителем в телевизионном музыкальном конкурсе «Syksyn sävel» («Осенняя мелодия»), исполнив песню «Jäit sateen taa».

## Дискография
- Elän haaveistain 1992
- Jos unta vain se ois 1993
- Askel ajassa 1995
- 20 Suosikkia 1999
- Sirpaleet 2001
- Jäit sateen taa 2004
- Unohtumaton 2008

## Личная жизнь
Женат на обладательнице титула «Мисс Финляндия» 1992 года Кирси Сюрьянен. У них трое детей: Каспер (род. в 1998 году, умер через 5 дней после рождения), Изабелла (род. в 2000 году) и Рокки (род. в 2004 году). Развелись после 12 лет совместной жизни 17 декабря 2004 года.